# Michel Garbisu
Michel Garbisu, nacido el 5 de mayo de 1955 en Bayona (Pirineos Atlánticos, Francia), es un pelotari vasco-francés de la especialidad de share, ganador de dos medallas de oro en los Campeonatos Mundiales de Pelota Vasca.
Está incluido en la Galería de Figuras de la Federación Internacional de Pelota Vasca (FIPV), entre los 21 pelotaris más destacados de la historia de las competiciones internacionales que organiza la FIPV. 
Garbisu era especialista del juego del share, una especialidad minoritaria de la pelota vasca que se juega en los trinquetes con una especia de raqueta. Tras participar en el Mundial de 1978 como pelotari suplente obteniendo la Medalla de plata con Francia; Garbisu, junto con Patrick Lasarte logró en los Mundiales de Pelota Vasca de 1982 romper la hegemonía absoluta que hasta entonces habían mantenido los pelotaris argentinos en el share. Garbisu se proclamó en dos ocasiones consecutivas (México 1982 y Vitoria, 1986) campeón del mundo con la selección francesa, siendo el pelotari titular en ambas ocasiones. Fue el iniciador por tanto del dominio francés en esta modalidad.
Por otro lado Garbisu se proclamó a lo largo de su carrera en 10 ocasiones campeón de Francia de share, y ganó otros torneos de prestigio como el  Torneo Basilio Balda en Buenos Aires en 1979, el Torneo Tricentenario en Colonia en 1980, el Torneo Internacional de Guéthary en 1981 y el Torneo Vicente del Río en Buenos Aires en 1980. 
Con posterioridad a su retirada fue seleccionador y preparador de la selección francesa de share.